# Vandaks-familien
Vandaks-familien (Potamogetonaceae) er en lille familie med ganske få slægter. Planterne er  rodfaste stauder, tilpasset nicher i brak- eller ferskvand. Alle har krybende rodstængler, spredte blade og blomster siddende i aks. Her omtales kun de slægter, som har arter, der er vildtvoksende eller dyrket i Danmark.
| Slægter |

- Havgræs (Ruppia)
- Vandaks (Potamogeton)
- Vandaks (Groenlandia)
- Vandkrans (Zannichellia)